# Vršovické derby
Vršovické derby je název pro utkání dvou českých fotbalových klubů SK Slavia Praha a Bohemians Praha 1905. Název derby je pojmenovaný podle čtvrti Vršovice, která se nachází v Praze a kde oba kluby sídlí. Oba dva týmy se mezi sebou utkávají v české lize či v českém poháru a vzájemné sportovní klání se pravidelně koná od roku 2007. Vzdálenost mezi stadiony je pouze 1,5 km.

## Historie
První vzájemné utkání obou mužstev se odehrálo v roce 1911, ve kterém Slavia zvítězila 5:1. Na jaře roku 1914 poprvé porazili hráči Bohemians hráče Slavie, výsledkem 1:0.
V roce 1942 utrpěla Bohemka historicky nejvyšší porážku v tomto derby, konkrétně 1:11. Naopak nejvyšší výhra Bohemians proti Slavii je v utkání z roku 1983, které skončilo výsledkem 5:0. 
V sezóně 2002/03 Bohemka sestoupila z nejvyšší soutěže a v průběhu 4 let se žádné ligové derby nekonalo. Klub se znovu vrátil do nejvyšší soutěže v sezóně 2007/08.

## Statistiky utkání
Ke dni 29. září 2024.
| Soutěž                     | Odehráno zápasů | Výhry Slavie | Remízy | Výhry Bohemians | Branky Slavie | Branky Bohemians |
| -------------------------- | --------------- | ------------ | ------ | --------------- | ------------- | ---------------- |
| 1. liga                    | 137             | 70           | 34     | 33              | 286           | 165              |
| Český pohár                | 7               | 5            | 1      | 1               | 24            | 15               |
| Středočeský pohár          | 3               | 3            | 0      | 0               | 14            | 3                |
| Zimní turnaj profesionálů  | 2               | 1            | 0      | 1               | 5             | 4                |
| Zimní turnaj Tatry Smíchov | 3               | 1            | 2      | 0               | 6             | 4                |
| Ostatní                    | 19              | 11           | 3      | 5               | 52            | 18               |
| Celkem                     | 171             | 91           | 40     | 40              | 387           | 209              |